# Helmut Simon (Richter)
Helmut Simon (* 1. Januar 1922 in Waldbröl-Ruh; † 26. September 2013) war ein deutscher Jurist und von 1970 bis 1987 Richter des Bundesverfassungsgerichts.

## Leben
Nach dem Abitur nahm Simon als Soldat der deutschen Kriegsmarine von 1941 bis 1945 am Zweiten Weltkrieg teil. Sein letzter Dienstgrad war Oberleutnant zur See. Nach der Entlassung aus der Kriegsgefangenschaft nahm er ein Studium der Rechtswissenschaft in Bonn und Basel auf. Es folgten Promotion und Referendardienst. Im Jahr 1953 trat Simon in den Justizdienst des Landes Nordrhein-Westfalen ein, wo er zunächst am Landgericht Düsseldorf tätig war. 1958 bis 1963 erfolgte die Abordnung als wissenschaftlicher Mitarbeiter an den Bundesgerichtshof. Danach war Simon bis 1965 als Richter am Landgericht Düsseldorf, darauf am Oberlandesgericht Düsseldorf tätig.
Im Jahr 1965 wurde Simon zum Richter am Bundesgerichtshof gewählt. Seit dem Juni 1970 war er Richter des Bundesverfassungsgerichts, dessen erstem Senat er, 1975 wiedergewählt, bis zu seinem Eintritt in den Ruhestand im Jahre 1987 angehörte. Zu den Leitentscheidungen, an denen er mitwirkte, zählen unter anderem das Numerus-clausus-Urteil (BVerfGE 43, 291) sowie der Brokdorf-Beschluss (BVerfGE 69, 315). Auch einige seiner Sondervoten finden bis heute Beachtung; beispielsweise trat er beim Urteil zum Schwangerschaftsabbruch 1975 gemeinsam mit Wiltraut Rupp-von Brünneck gegen eine verfassungsrechtliche Pflicht des Gesetzgebers zum Erlass von Strafnormen ein (BVerfGE 39, 68).
Neben seiner richterlichen Tätigkeit war Simon in vielerlei Hinsicht gesellschaftlich engagiert, unter anderem als Präsident des Deutschen Evangelischen Kirchentages 1977 und 1989 sowie von 1993 bis 2000 als Präsident der Zentralstelle für Recht und Schutz der Kriegsdienstverweigerer aus Gewissensgründen.

## Auszeichnungen
- 1977: Carl-von-Ossietzky-Medaille
- 1980: Ehrendoktorwürde der Universität Basel (Theologischer Fachbereich)
- 1987: Großes Verdienstkreuz mit Stern und Schulterband des Verdienstordens der Bundesrepublik Deutschland
- 1988: Karl-Barth-Preis
- 1989: Hans-Böckler-Preis
- 1989: Verdienstorden des Landes Nordrhein-Westfalen

## Schriften (Auswahl)
- Der Rechtsgedanke in der gegenwärtigen deutschen evangelischen Theologie. Unter besonderer Berücksichtigung des Problems materialer Rechtsgrundsätze. Bonn 1954 (Dissertation, Bonn, 20. Juli 1954).
- Leben zwischen den Zeiten. Von der Weimarer Republik bis zur Europäischen Union – vom Bauernbub zum Verfassungsrichter und Kirchentagspräsidenten. Hrsg.: Peter Becker, Heide Simon. Nomos, Baden-Baden 2020, ISBN 978-3-7489-0928-6, doi:10.5771/9783748909286 (nomos-elibrary.de [abgerufen am 21. April 2021] postum veröffentlichte Autobiografie).
- mit Dietrich Franke und Michael Sachs: Handbuch der Verfassung des Landes Brandenburg. Boorberg, Stuttgart [u. a.] 1994, ISBN 3-415-01993-4.